# Synagoge (Lesko)

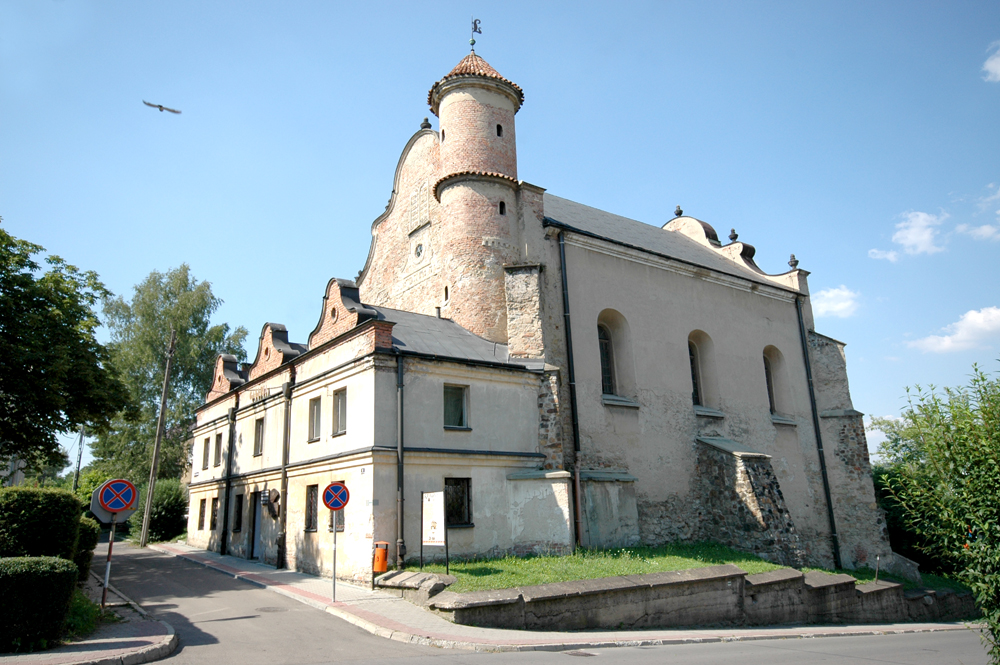
Synagoge in Lesko (2007)

Die Synagoge in Lesko, einer polnischen Stadt in der Woiwodschaft Karpatenvorland im Südosten Polens wurde wahrscheinlich im zweiten Viertel des 18. Jahrhunderts gebaut. Heute beherbergt sie Kunstausstellungen und ein Museum zur Geschichte der Juden in Galizien.

## Geschichte
Erstmals wurde die Synagoge 1746 erwähnt. Umgestaltungen fanden nach 1838 statt sowie Renovierungen 1872–1874. Durch die Umbauten ist es nicht möglich, die ursprüngliche Form exakt zu beschreiben.
Im Zweiten Weltkrieg wurde das Gebäude als Warenlager genutzt. Danach verfiel es zunächst. 1950–1953 und 1972 wurde es auf Grundlage von Gemälden aus dem Jahr 1838 wieder aufgebaut. Seitdem wird es für kulturelle Zwecke genutzt.

## Architektur
Dem rechteckigen Gebäude sind im Westen zweistöckige Anbauten vorgelagert. An der Südwest-Ecke steht ein runder Turm. Er reicht bis zur Höhe der Giebelspitze, er war zwischendurch gekürzt worden und wurde später mit seiner ursprünglichen Höhe wieder hergestellt. Ebenso war der geschwungene Dachgiebel im Stil des Barocks zwischenzeitlich durch einen einfachen Dreiecksgiebel ersetzt worden und ebenfalls später wieder in seine ursprüngliche Form gebracht worden.
An den Ecken und den Seitenwänden befinden sich Stützstreben. Die hohen Rundbogenfenster sind weit oben angebracht, an den Längsseiten sind es je drei und an den Giebelseiten je zwei.
Über dem Vestibül im Westen waren die Gebetsräume der Frauen, ebenfalls befanden sich einige entlang der Nordseite. Ob die Frauenräume zum ursprünglichen Gebäude gehörten, oder später hinzugefügt wurden, ist unklar.
Der Hauptraum, der Gebetsraum der Männer, misst 14,80 × 10,60 m. Die Wände sind optisch in drei Ebenen untergliedert: unten sind sie glatt verputzt, darüber befindet sich ein Fries aus Blendarkaden und darüber wiederum sind die Fenster.
Der Toraschrein in Form einer Ädikula war von zwei Halbsäulen eingerahmt und war nach oben durch ein Tympanon abgeschlossen.
Die Bima ist nicht mehr vorhanden.